# Prîbîn, Peremîșleanî
Prîbîn (în ucraineană Прибинь) este un sat în comuna Korelîci din raionul Peremîșleanî, regiunea Liov, Ucraina.

## Demografie
Componența lingvistică a localității Prîbîn
     Ucraineană (100%)
Conform recensământului din 2001, toată populația localității Prîbîn era vorbitoare de ucraineană (100%).